# Días de voda
Días de voda (en català Dies de noces) és una pel·lícula espanyola del 2002, rodada a Galícia (a Vigo i al parador de Baiona) i en gallec i castellà. Fou escrita i dirigida pel director gallec Juan Pinzás i és la segona entrega d'una trilogia després d'Era outra vez (2000), en la que pretén remoure les misèries humanes en el marc festiu d'unes noces. Pinzás és l'únic director espanyol adherit al moviment cinematogràfic d'origen danès Dogma 95 fundat per Lars von Trier i Søren Kragh-Jacobsen.

## Trama
La història se centra en les noces de Sonia, filla d'un important editor, que va realitzar el somni de la seva vida casant-se amb Rosendo, un escriptor amb tendències homosexuals, que en realitat desitja més el nou premi literari creat pel seu futur sogre que a la seva promesa. La celebració del matrimoni donarà lloc a sorpreses.

## Repartiment
- Monti Castiñeiras com Rosendo
- Comba Campoy com Sonia
- Ernesto Chao com Alexandre
- Belén Constenla com Xosefina
- Rosa Álvarez com Rosa
- Pilar Saavedra com Beatriz
- Miquel Insua com Nacho
- Asunción Balaguer
- Ernesto Ferro com avi
- Javier Gurruchaga com Fernando
- Alfonso Agra com Xacinto
- Luis Amérigo com avi de Sonia
- Juan Manuel de Prada com escriptor
- Mimy L. Fuentes com àvia de Sonia
- Alejandro Garrido com conserge
- Mónica Salgueiro com Teresa

## Nominacions i premis
Premis Mestre Mateo
| Any       | Categoria         | Receptor     | Resultat |
| --------- | ----------------- | ------------ | -------- |
| 1a edició | Millor pel·lícula | Pilar Sueiro | Nominada |

Premis ACE (Nova York)
| Any  | Categoria       | Receptor          | Resultat  |
| ---- | --------------- | ----------------- | --------- |
| 2002 | Millor director | Juan Pinzás       | Guanyador |
| 2002 | Millor actor    | Javier Gurruchaga | Guanyador |

Festival Internacional de Cinema de Cartagena de Indias
| Any  | Categoria           | Receptor | Resultat |
| ---- | ------------------- | -------- | -------- |
| 2003 | India Catalina d'Or |          | Nominada |